# Proaccélérine
 (août 2024).
Si vous disposez d'ouvrages ou d'articles de référence ou si vous connaissez des sites web de qualité traitant du thème abordé ici, merci de compléter l'article en donnant les références utiles à sa vérifiabilité et en les liant à la section « Notes et références ».
La proaccélérine ou facteur V (prononcé « facteur cinq ») est une protéine de la coagulation sanguine, cofacteur du facteur X. Un déficit en facteur V peut amener à des situations d'hémorragie. La mutation de la protéine en facteur V Leiden entraîne une prédisposition aux thromboses.

## Description
Le facteur V appartient à la voie commune de coagulation. C'est le cofacteur du facteur X qui forme le complexe prothrombinase. Il n'a pas d'activité enzymatique.
Autrefois, sa forme activée (Va) portait le numéro de facteur VI.

## Déficit
Un déficit en facteur V se traduit dans les examens de biologie médicale par une diminution du taux de prothrombine et un allongement du temps de céphaline activée. Il n'est pas vitamine K dépendant.
Les déficits en facteur V peuvent avoir pour origine une coagulation intravasculaire disséminée, une insuffisance hépatocellulaire majeure ou plus rarement un déficit congénital. Les anticorps anti-facteur V sont très rares.
Les déficits en facteur V sont hémorragiques.

## FacteurVLeiden
Il arrive qu'une mutation entraîne le remplacement d'une glutamine en arginine à la position 506 du facteur V. Cette modification, dite Facteur V Leiden, empêche l'action inhibitrice de la protéine C activée, anticoagulante, ce qui entraîne une prédisposition aux thromboses (thrombophilie).